# Desonta Bradford
Desonta Bradford (Humboldt, 12 april 1996) is een Amerikaans basketballer.

## Carrière
Bradford speelde vier jaar collegebasketbal voor de East Tennessee State Buccaneers tot in 2018. Hij werd niet gekozen dat jaar in de NBA-draft en tekende een contract bij het Hongaarse BC Körmend. Na een seizoen in Hongarije waar hij 34 wedstrijden en de Alpe Adria Cup won speelde tekende hij een contract bij het Belgische Phoenix Brussels voor het seizoen 2019/20. Hij speelde zeventien wedstrijden voor de Brusselse club. Hij was dan een korte tijd assistent Player Development bij zijn oude universiteit.
Na het seizoen verliet hij Brussels en tekende een contract in de Italiaans eerste klasse bij Aquila Basket Trento. In 2021 nam hij met de Bucketneers deel aan The Basketball Tournament. Hij speelde een heel seizoen bij de Italiaanse club en tekende voor het seizoen erop een contract in Israël bij Hapoel Be'er Sheva. In september verliet hij de club zonder voor hen te spelen door persoonlijke problemen. In 2022 nam hij voor een tweede keer deel aan TBT met de Bucketneers. In november tekende hij een contract bij de Antwerp Giants waardoor hij voor een tweede keer in België kwam spelen. In april liep Bradford een kuitblessure op waardoor hij ongeveer vijf weken moest missen. Hij won met de Giants de beker van België.
In de zomer van 2023 maakte hij de overstap naar het Estische BC Kalev/Cramo maar speelde ook voor de Jackson UnderDawgs in TBT. In de zomer van 2024 speelde hij voor Carmen's Crew in TBT en won het toernooi. Voor het seizoen 2024/25 tekende hij bij de Italiaanse tweedeklasser UC Casalpusterlengo. Voor het einde van 2024 maakte hij nog de overstap naar Pallacanestro Varese.

## Erelijst
- Alpe Adria Cup: 2019
- Belgisch bekerwinnaar: 2023
- The Basketball Tournament: 2024